# Сант'Анджело а Скала
Сант'А̀нджело а Ска̀ла (на италиански: Sant'Angelo a Scala) е село и община в Южна Италия, провинция Авелино, регион Кампания. Разположено е на 582 m надморска височина. Населението на общината е 736 души (към 2010 г.).